# Sugoi
Der 347 km lange Sugoi (russisch Сугой; auch Sugoj, Sugoy) ist ein rechter Nebenfluss der Kolyma in Ostsibirien.
Im Oberlauf trägt er auch den Namen Buksunda (Буксунда). Der Sugoi entspringt im Kolymagebirge und durchfließt dann eine breite Senke, in der er eine Vielzahl von Armen bildet. Der Fluss durchfließt auf seiner gesamten Länge die russische Oblast Magadan. Das Einzugsgebiet umfasst 26.100 km². Die mittlere monatliche Wasserführung im Mittellauf beim Ort Sugoi (289 km oberhalb der Mündung) beträgt 56,1 m³/s (Minimum im April: 0,73 m³/s, Maximum im Juni: 283 m³/s). Der Sugoi gefriert von Oktober bis Ende Mai/Anfang Juni, wobei er in manchen Wintern für bis zu zwei Monate bis zum Grund durchfriert. Im Einzugsgebiet des Sugoi gibt es Steinkohlelagerstätten.